# Nachal Šimri
Nachal Šimri (hebrejsky: נחל שימרי) je vádí v severním Izraeli, v pohoří Karmel.
Začíná v nadmořské výšce okolo 150 metrů nad mořem, severně od vesnice Ofer. Odtud vádí směřuje k západu zalesněnou krajinou na západním okraji pohoří Karmel. Míjí zde jeskyni Ma'arat Pa'amon (מערת פעמון). Pak tok strmě klesá z okraje Karmelu do pobřežní nížiny, u jejíhož okraje se nalézá archeologická lokalita Churvat Šimri (חורבת שימרי) se zbytky staveb z křižáckého a osmanského období. Okolí vádí je turisticky využíváno. V pobřežní nížině je Nachal Šimri sveden do umělých vodotečí v zemědělsky intenzivně využívané krajině u vesnice Ejn Ajala.